# Kenta Shimizu
Pour les articles homonymes, voir Shimizu.
Kenta Shimizu (清水 健太, Shimizu Kenta), né le 18 septembre 1981, est un footballeur japonais. Il évolue au poste de gardien de but.